# لس آنجلس تهران
لس آنجلس تهران فیلمی به کارگردانی و تهیه‌کنندگی و نویسندگی تینا پاکروان و آنالی اکبری، محصول سال ۱۳۹۶ است.
این فیلم در تاریخ ۲۸ مهر ۱۳۹۷ در سینماهای ایران اکران شد.

## خلاصه داستان
ژوبین باید از لس آنجلس به تهران سفر کند تا مادربزرگش را ببیند. ولی او تا حالا ایران نبوده است. او در سفر با شخصی به نام ژان آشنا می‌شود. ژوبین و ژان به خانه مادربزرگ ژوبین می روند. ژوبین فردای آن روز با آیدا ملاقات می‌کند. ژان خود را داماد ژیان همسایه مادربزرگ معرفی می‌کند و می‌گوید دنبال ارثیه‌ای از پدرزن خود می‌گردد. ژوبین، آیدا و ژان به دنبال آن بسته می‌گردند ولی چیزی پیدا نمی‌شود. در آن خانه تابلوهای نقاشی زیادی هست که آنها تصمیم به فروش تابلوهای نقاشی می‌گیرند. ژان در گالری آثار ژیان عاشق لیندا می‌شود. لیندا یک تابلو را برای خرید انتخاب می‌کند. ولی آن تابلو همان ارثیه ژیان است. ژان مجبور می‌شود هویت اصلی خود را فاش کند. او می‌گوید که من بهروز ژیان، پسر ژیان هستم. آیدا و بهروز (ژان) تصمیم به دزدی تابلو می گیرند ولی ...

## بازیگران
- پرویز پرستویی در نقش بهروز ژیان (ژان)، عاشق لیندا
- مهناز افشار در نقش آیدا ، عاشق ژوبین
- گوهر خیراندیش در نقش مادربزرگ ژوبین
- شیرین یزدان‌بخش در نقش کاملیا (کامی)، دوست مادربزرگ ژوبین
- زهیر یاری در نقش تقدیر
- کیان رستمی در نقش پسر میوه فروش
- بانیپال شومون در نقش پلیس
- ماهایا پطروسیان در نقش لیندا جهانبانی
- ژوبین رهبر در نقش ژوبین ، عاشق آیدا